# 阿斯特阿苏
阿斯特阿苏（西班牙語：Asteasu）是西班牙巴斯克自治区吉普斯夸省的一个市镇。总面积17平方公里，总人口1290人（2001年），人口密度76人/平方公里。